# Josef Leopold
Josef Leopold, född 18 februari 1889 i Langenlois, död 24 juni 1941 i Volynien, var en österrikisk nazistisk politiker och SA-general. Han var Gauleiter för Gau Niederösterreich och Landesleiter (landsledare) för Nationalsocialistiska tyska arbetarepartiet i Österrike.
Då Leopold ivrade för Österrikes självständighet, sidsteppades han politiskt efter Anschluss, Tysklands annektering av Österrike den 13 mars 1938.
I Tysklands fälttåg mot Sovjetunionen, Operation Barbarossa, var Leopold chef för en skyttebataljon. Han stupade i Volynien den 24 juni 1941.